# Ла-Пас (Энтре-Риос)
Ла-Пас (исп. La Paz) — город и муниципалитет в департаменте Ла-Пас провинции Энтре-Риос (Аргентина), административный центр департамента.

## История
В середине XVIII века это место было известно как Атракадеро Кабаю Куатиа, и под таким названием появлялось на картах. В начале XIX века вновь возникла идея создать порт в северной части провинции Энтре-Риос, и в 1829 году губернатор Леон Сола решил создать в Кабаю-Куатиа город и порт, но эта идея так и осталась нереализованной.
В 1835 году законодательное собрание провинции создало комиссию по определению места на реке Парана для создания порта. По итогам работы комиссии было принято законодательное решение о том, чтобы в месте, известном как Кабаю-Куатиа, основать поселение под названием Ла-Пас. Шедшие гражданские войны сделали эту задачу трудной, а в 1843 году жителям пришлось вообще покинуть поселение. В 1848 году поселение было восстановлено. В 1861 году оно было поднято в статусе до городка (вилья), а в 1872 году стало городом (сьюдад), тогда же был образован муниципалитет.